# Bogna Otto-Węgrzyn
Bogna Elżbieta Otto-Węgrzyn (ur. 1964 w Gliwicach) – polska graficzka, malarka; doktor habilitowana sztuk pięknych, prorektorka Akademii Sztuk Pięknych w Katowicach (2016–2020).

## Życiorys
Ukończyła w 1990 projektowanie graficzne na Akademii Sztuk Pięknych im. Jana Matejki w Krakowie w pracowni Tomasza Jury oraz malarstwo, z wyróżnieniem, w pracowni Romana Nowotarskiego. W latach 1990–1991 stypendystka Ministerstwa Kultury i Sztuki. W 2006 doktoryzowała się w dziedzinie sztuk plastycznych, dyscyplina – sztuki piękne, na ASP w Katowicach. W 2016 tamże habilitowała się, przedstawiając dzieło Obszar roboczy.
Od 2003 wykłada na katowickiej ASP. Od 2016 do 2020 pełniła funkcję prorektor ds. badań naukowych i współpracy z zagranicą.
Zajmuje się malarstwem, rysunkiem, grafiką, kolażem, ilustracją książkową i prasową, plakatem. Współpracuje z agencjami reklamowymi, studiami projektowymi oraz czasopismami, m.in. Przekrojem, Foyer, Charakterami.

## Wybrane wystawy indywidualne
- 2006 – Wystawa ilustracji prasowej, indywidualna prezentacja w ramach Satyrykonu
- 2007 – Indywidualna wystawa plakatu w Galerii STGU, Warszawa
- 2008 – Wystawa ilustracji „Ogólne zasady funkcjonowania kobiety z mikserem” Teatr im. Heleny Modrzejewskiej, Legnica
- 2010 – wspólnie z Jakubem Stępniem (HAKOBO) indywidualna wystawa plakatów w Jack Olson Gallery, Northern Illinois University, DeKalb, USA
- 2011 – Wystawa plakatu, Galeria „No Women, No Art”, Poznań
- 2011 – Wystawa plakatu i ilustracji prasowej, Muzeum Sztuki Współczesnej w Mińsku

## Wybrane nagrody i wyróżnienia
- 2002 – II nagroda, srebrny medal w kategorii humor i satyra społeczna, Międzynarodowa Wystawa SATYRYKON, Legnica
- 2002 – wyróżnienie honorowe, Konkurs Rysunku Satyrycznego Z Europy do Europy, Katowice
- 2002 – wyróżnienie, 4. Festiwal Plakatu, Kraków
- 2006 – nagroda Golden Bee Award, 7. Międzynarodowe Biennale Projektowania Graficznego Golden Bee, Moskwa
- 2006 – wyróżnienie, I Międzynarodowe Biennale Plakatu Społeczno-Politycznego, Oświęcim
- 2014 – Srebrny Krzyż Zasługi[1]